# Android - Molto più che umano
Android - Molto più che umano (Android) è un film del 1982 diretto da Aaron Lipstadt con Klaus Kinski.

## Trama
Ambientata nel futuro (anno 2036) Daniel con la collaborazione di un androide di vecchio modello, Max, cerca di ultimare il suo progetto, Cassandra. Alla ricerca di una donna per continuare gli esperimenti, gliela porteranno tre androidi evasi.